# 兵藤慎剛
兵藤 慎剛（ひょうどう しんごう、1985年7月29日 - ）は、長崎県長崎市出身の元プロサッカー選手。現役時代のポジションはミッドフィールダー。

## 来歴
私立海星中学に入学し、中学1年ながらレギュラーに定着。小学校時代から特筆すべきサッカーの技術を発揮していた。13歳ながらリフティングは体力がなくなるまでできたという。長崎県の名門国見高校では2年時にレギュラーに定着し、全日本ユース選手権制覇、3年時にはインターハイ、高校選手権を制覇し、高校サッカー部の三大タイトルを全て獲得した。高校時代の同期に平山相太、中村北斗らがいる。また、3年時の8月には平山らとともに、一年代上のU-20日本代表候補トレーニングキャンプに招集された経歴も持つ。
卒業後は早稲田大学（スポーツ科学部）に進学し、当時東京都リーグ だったア式蹴球部に入部した。
U-20日本代表として、2005年のワールドユース選手権に出場。日本代表の背番号10を背負い、キャプテンも任されるなど大熊清監督に重用されたが、周囲のプロ選手とのプレイスピードが合わず、孤立する場面が多かった。
ユニバーシアード日本代表として、2005年イズミル大会に出場。日本代表の金メダル獲得に貢献した。
最終学年である2007年度には第56回全日本大学サッカー選手権大会（インカレ）で優勝、自身もMVPを受賞し大学サッカーでの有終の美を飾った。
2008年度はプロとして横浜F・マリノスでの新たな選手生活が始まった。
これまでの輝かしい実績を引っ提げ、大物ルーキーとして期待されたが、シーズン序盤は出番が回ってくることは少なかった。しかし、同年シーズン中にF･マリノスに木村浩吉監督が就任してからは兵藤は持ち味を発揮し、プロ初得点も含めてレギュラー定着のみならず、主軸にまで上り詰めた。本職は左サイドハーフやオフェンシブハーフだったが、センターハーフでの起用も多かった。
2009年度からは副キャプテンにも任命され、チームからの信頼も更に増した。
2010年度は栗原勇蔵とともにキャプテンを務めた。
2013年10月7日に一般女性と入籍。
2017年1月10日、北海道コンサドーレ札幌へ完全移籍することが両チームより発表された。
2017年12月2日、第34節のサガン鳥栖戦で、史上98人目となるJ1通算300試合出場を達成する。
2018年12月29日、ベガルタ仙台に完全移籍することが発表された。
2020年をもってベガルタ仙台との契約が満了。
2021年は暫く、所属クラブはなかったが、8月にSC相模原に加入することが発表された。
2021年12月9日、SC相模原との契約が満了。
2022年2月5日、現役を引退することが発表された。
2023年1月22日、母校である早稲田大学ア式蹴球部の監督に就任する事を、自身のインスタグラムにて発表した。

## エピソード
- 国見高校では「歴代最高のキャプテン」と呼ばれ、F･マリノスでは2年目にしてキャプテンマークを巻いた。
- チーム内ではヘアスタイルに因み「カッパ」と呼ばれる。
- 国見、早大、F・マリノスの後輩である渡邉千真とは2011年まで計8年一緒にプレーした。

## 所属クラブ
- 1994年 - 1997年 茂木サッカースポーツ少年団
- 1998年 - 2000年 海星中学校
- 2001年 - 2003年 長崎県立国見高等学校
- 2004年 - 2007年 早稲田大学
- 2008年 - 2016年  横浜F・マリノス
- 2017年 - 2018年  北海道コンサドーレ札幌
- 2019年 - 2020年  ベガルタ仙台
- 2021年8月 - 2021年12月  SC相模原

## 個人成績
| 国内大会個人成績 | 国内大会個人成績 | 国内大会個人成績 | 国内大会個人成績 | 国内大会個人成績 | 国内大会個人成績 | 国内大会個人成績 | 国内大会個人成績 | 国内大会個人成績 | 国内大会個人成績 | 国内大会個人成績 | 国内大会個人成績 |
| 年度             | クラブ           | 背番号           | リーグ           | リーグ戦         | リーグ戦         | リーグ杯         | リーグ杯         | オープン杯       | オープン杯       | 期間通算         | 期間通算         |
| 年度             | クラブ           | 背番号           | リーグ           | 出場             | 得点             | 出場             | 得点             | 出場             | 得点             | 出場             | 得点             |
| 日本             | 日本             | 日本             | 日本             | リーグ戦         | リーグ戦         | リーグ杯         | リーグ杯         | 天皇杯           | 天皇杯           | 期間通算         | 期間通算         |
| ---------------- | ---------------- | ---------------- | ---------------- | ---------------- | ---------------- | ---------------- | ---------------- | ---------------- | ---------------- | ---------------- | ---------------- |
| 2002             | 国見高           | 9                | -                | -                | -                | -                | -                | 3                | 0                | 3                | 0                |
| 2003             | 国見高           | 10               | -                | -                | -                | -                | -                | 2                | 1                | 2                | 1                |
| 2008             | 横浜FM           | 17               | J1               | 28               | 2                | 7                | 0                | 4                | 1                | 39               | 3                |
| 2009             | 横浜FM           | 17               | J1               | 30               | 1                | 10               | 1                | 2                | 0                | 42               | 2                |
| 2010             | 横浜FM           | 7                | J1               | 32               | 6                | 6                | 1                | 3                | 0                | 41               | 7                |
| 2011             | 横浜FM           | 7                | J1               | 34               | 6                | 5                | 1                | 4                | 1                | 43               | 8                |
| 2012             | 横浜FM           | 7                | J1               | 34               | 4                | 5                | 1                | 5                | 1                | 44               | 6                |
| 2013             | 横浜FM           | 7                | J1               | 33               | 7                | 10               | 1                | 5                | 2                | 48               | 10               |
| 2014             | 横浜FM           | 7                | J1               | 31               | 3                | 2                | 0                | 1                | 1                | 34               | 4                |
| 2015             | 横浜FM           | 7                | J1               | 28               | 1                | 5                | 0                | 2                | 0                | 35               | 1                |
| 2016             | 横浜FM           | 7                | J1               | 18               | 2                | 8                | 1                | 2                | 0                | 28               | 3                |
| 2017             | 札幌             | 6                | J1               | 32               | 2                | 1                | 0                | 0                | 0                | 33               | 2                |
| 2018             | 札幌             | 6                | J1               | 15               | 0                | 4                | 0                | 2                | 1                | 21               | 1                |
| 2019             | 仙台             | 6                | J1               | 13               | 1                | 3                | 0                | 3                | 0                | 19               | 1                |
| 2020             | 仙台             | 6                | J1               | 10               | 1                | 0                | 0                | -                | -                | 10               | 1                |
| 2021             | 相模原           | 37               | J2               | 7                | 0                | -                | -                | -                | -                | 7                | 0                |
| 通算             | 日本             | 日本             | J1               | 338              | 36               | 66               | 6                | 33               | 7                | 437              | 49               |
| 通算             | 日本             | 日本             | J2               | 7                | 0                | -                | -                | -                | -                | 7                | 0                |
| 通算             | 日本             | 日本             | 他               | -                | -                | -                | -                | 5                | 1                | 5                | 1                |
| 総通算           | 総通算           | 総通算           | 総通算           | 345              | 36               | 66               | 6                | 38               | 8                | 449              | 50               |

その他の公式戦
- 2014年
  - スーパーカップ 1試合0得点

| 国際大会個人成績 | 国際大会個人成績 | 国際大会個人成績 | 国際大会個人成績 | 国際大会個人成績 |
| 年度             | クラブ           | 背番号           | 出場             | 得点             |
| AFC              | AFC              | AFC              | ACL              | ACL              |
| ---------------- | ---------------- | ---------------- | ---------------- | ---------------- |
| 2014             | 横浜FM           | 7                | 5                | 1                |
| 通算             | AFC              | AFC              | 5                | 1                |

- 2008年4月2日 - プロ初出場（Jリーグ） - FC東京戦（ニッパツ三ツ沢球技場）
- 2008年11月2日 - プロ初得点（天皇杯） - コンサドーレ札幌戦（ニッパツ三ツ沢球技場）

## 代表歴

### 出場大会など
- 日本高校選抜
  - 2004年 欧州遠征
- U-20サッカー日本代表
  - 2004年 トゥーロン国際大会
  - 2005年 2005 FIFAワールドユース選手権（ベスト16）
- ユニバーシアード日本代表
  - 2005年夏季ユニバーシアード（優勝）
  - 2007年夏季ユニバーシアード（5位）

## 獲得タイトル
- 2007年 第56回全日本大学サッカー選手権大会 MVP